# Пет Бенатар
Пет Бенатар (енгл. Pat Benatar; Бруклин, 10. јануар 1953) је америчка рок певачица.
Четворострука је победница Греми награде. Она је такође мецосопран. Имала је велики комерцијални успех, посебно у Сједињеним Америчким Државама. Током 1980—их, Бенатар има доста хитова у Топ 10, између осталих: Hit Me with Your Best Shot, Love Is a Battlefield, We Belong и Invincible. Била је један од најпопуларнијих уметника у раним годинама на музичкој телевизији МТВ.

## Дискографија

### Албуми
- In the Heat of the Night (1979)
- Crimes of Passion (1980, Греми)
- Precious Time (1981)
- Get Nervous (1982)
- Live From Earth (1983)
- Tropico (1984)
- Seven the Hard Way (1985)
- Wide Awake in Dreamland (1988)
- Best Shots (1989)
- True Love (1991)
- Garvity's Rainbow (1993)
- Innamorata (1997)
- Synchronistic Wanderings (1999)
- Go! (2003)